# Габсбургская губа

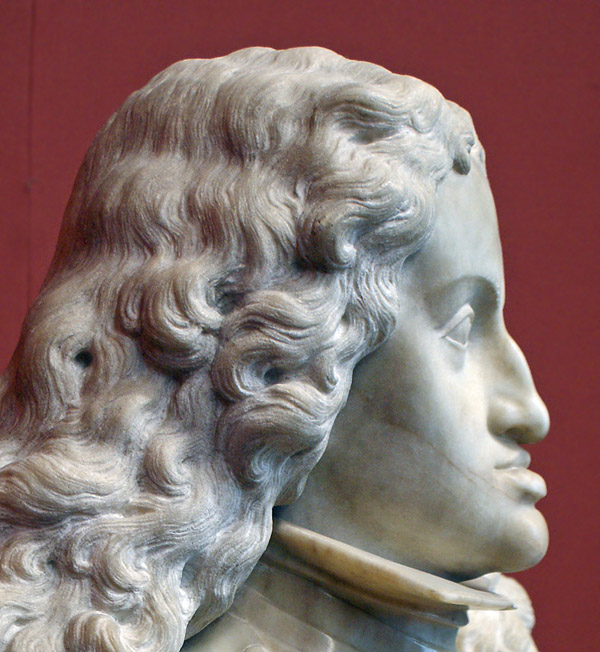
Карл II Испанский (1661—1700).
Деталь мраморного бюста Пауля Штруделя, завершённого в 1695 году (Художественно-исторический музей, Вена)

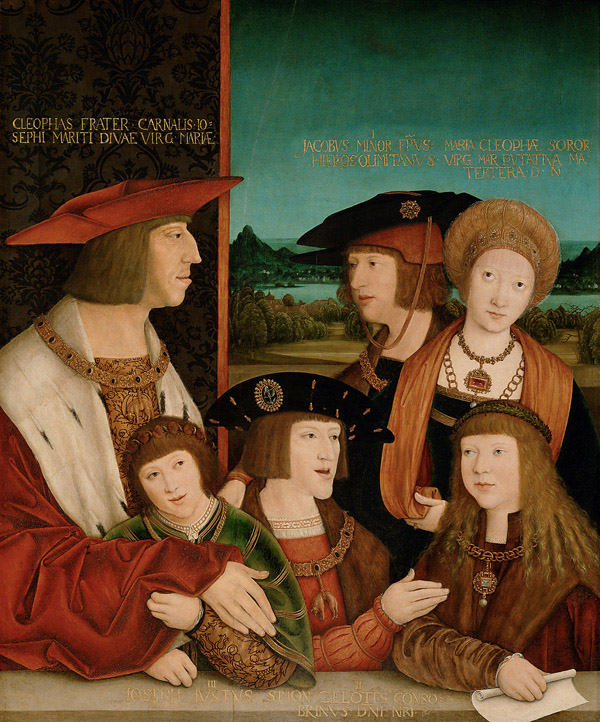
На этом портрете императора Максимилиана I (слева) и его семьи хорошо видна нижняя губа Габсбургов (картина Бернхарда Штригеля, первая четверть XVI века)

Габсбургская губа (габсбургская челюсть, австрийская губа) — выраженная наследственная нижняя губа Габсбургов, результат наследственного чрезмерного развития нижней челюсти («истинная» прогения или нижнечелюстная прогнатия) и патологического прикуса III класса. Является частью характерного габсбургского лица.
На протяжении веков у Габсбургов была чрезвычайно выраженная нижняя губа или нижняя челюсть. Джеральд Д. Харт делает вывод из обзора изображений Габсбургов на монетах и портретах, что это смещение челюстей было частью доминирующего семейного наследия по крайней мере с 1440 по 1705 год. Большинство палеопатологических исследований ограничивались оценкой физиогномики в соответствии с представлениями художников, создавших обширнейшую портретную галерею Габсбургов за длительные периоды времени. В двух исследованиях на предмет анатомических аномалий были изучены скелеты.

## История
Есть несколько гипотез о времени появления феномена. Некоторые исследователи полагают, что уже у Рудольфа I (1218—1291) была слабо выраженная габсбургская нижняя губа, что, однако, не может быть доказано и должно считаться легендарным утверждением. Также можно встретить утверждения, что ярко выраженной нижней губой обладала Иоганна фон Пфирт (1300—1351), жена Альбрехта II Австрийского (1298—1358).
Достоверно это анатомическое отличие проявилось у Габсбургов к 1440-м годам. В числе первых его обладателей называют Альбрехта II (1391—1439) и Кимбургу Мазовецкую, мать императора Фридриха III. Из-за инбридинга чрезвычайно выраженной была прогения у последнего испанского правителя Габсбургов, Карла II (1661—1700), из восьми прадедов которого шестеро были Габсбургами, а седьмой — Виттельсбахом (причём мать последнего также была из Габсбургов). Черта, бросающаяся в глаза на портретах его отца и деда, стала настолько сильной, что Карл II считался инвалидом, ибо с трудом мог говорить и жевать. Елизавета Шарлотта Пфальцская называла своего зятя Леопольда I, сына Элеоноры Марии Жозефа из рода Габсбургов, «австрийской мордой».
Многовековая передача этой наследственной черты внутри семьи обусловлена сильной династической эндогамией, которая во время сосуществования двух линий Габсбургов, испанской и австрийской, привела к бракам близких родственников между 1516 и 1700 годами (см. редукция предков, инбридинг у людей). Из этого Ханс-Иоахим Нойман приходит к выводу, что речь идёт об аутосомно-доминантном наследовании.
Исследования по этой теме имеют давнюю специфическую традицию и сочетаются с расовыми теориями и наследственными учениями конца XIX — начала XX веков. Виктор Хеккер писал в 1911 году: «Во всех биологических работах, в которых упоминается человеческая наследственность», «нижняя губа Габсбургов упоминается как физическая характеристика, которая с особой настойчивостью передавалась через многие поколения». В частности, расизм в нацистскую эпоху подготовил почву для некоторых публикаций на эту тему. Историк искусства Хайнц Ладендорф в своей характеристике всеобъемлющей монографии Вильгельма Штромайера «Наследование типа семьи Габсбургов. Наследственное физиогномическое рассмотрение на генеалогической основе» (1937) указывает, что работа «особенно доступна для новых требований [нацистского режима] к научной работе» как одна из «попыток популяризации расовых и клановых исследований с помощью изобразительного искусства».

## Изображения

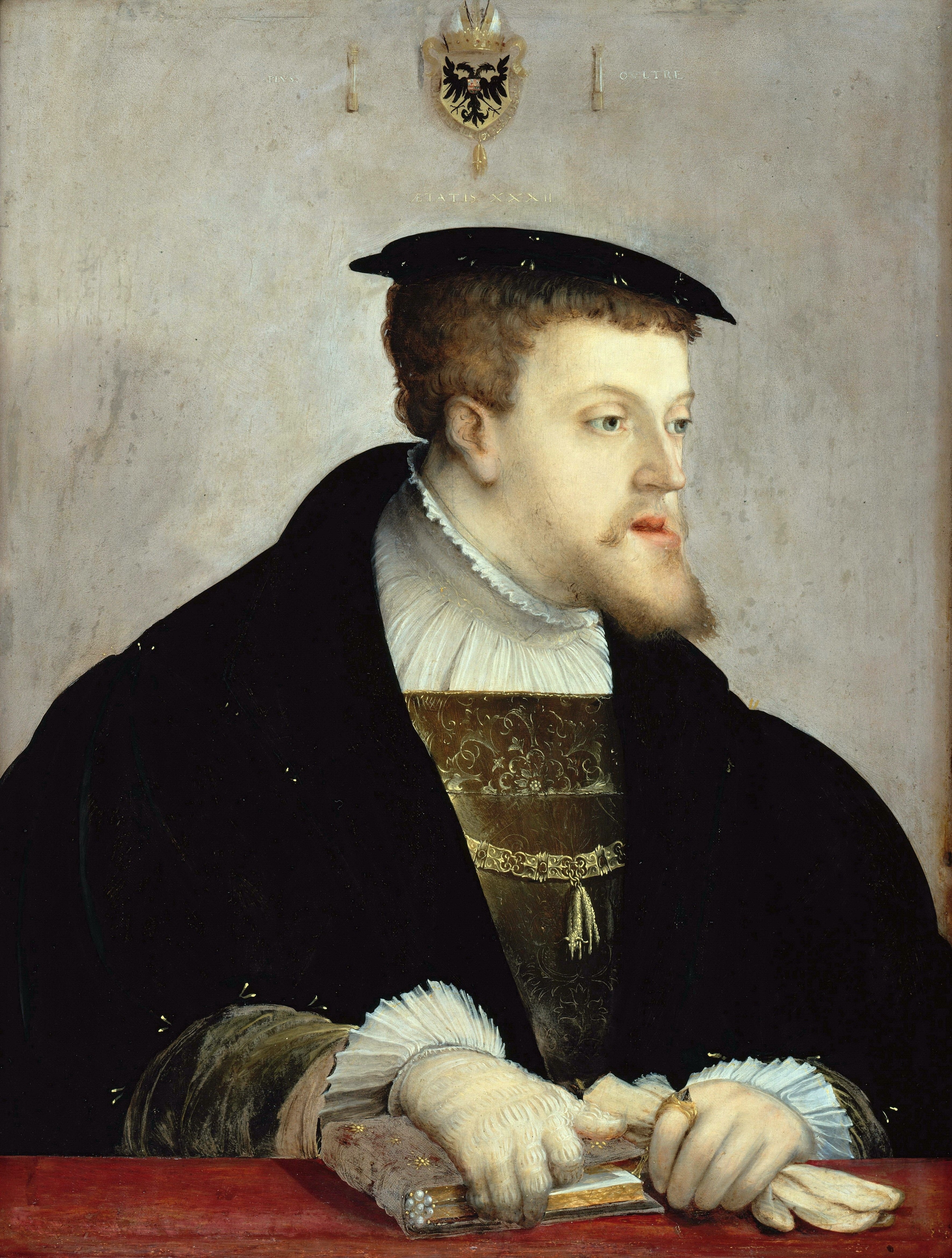
Карл V
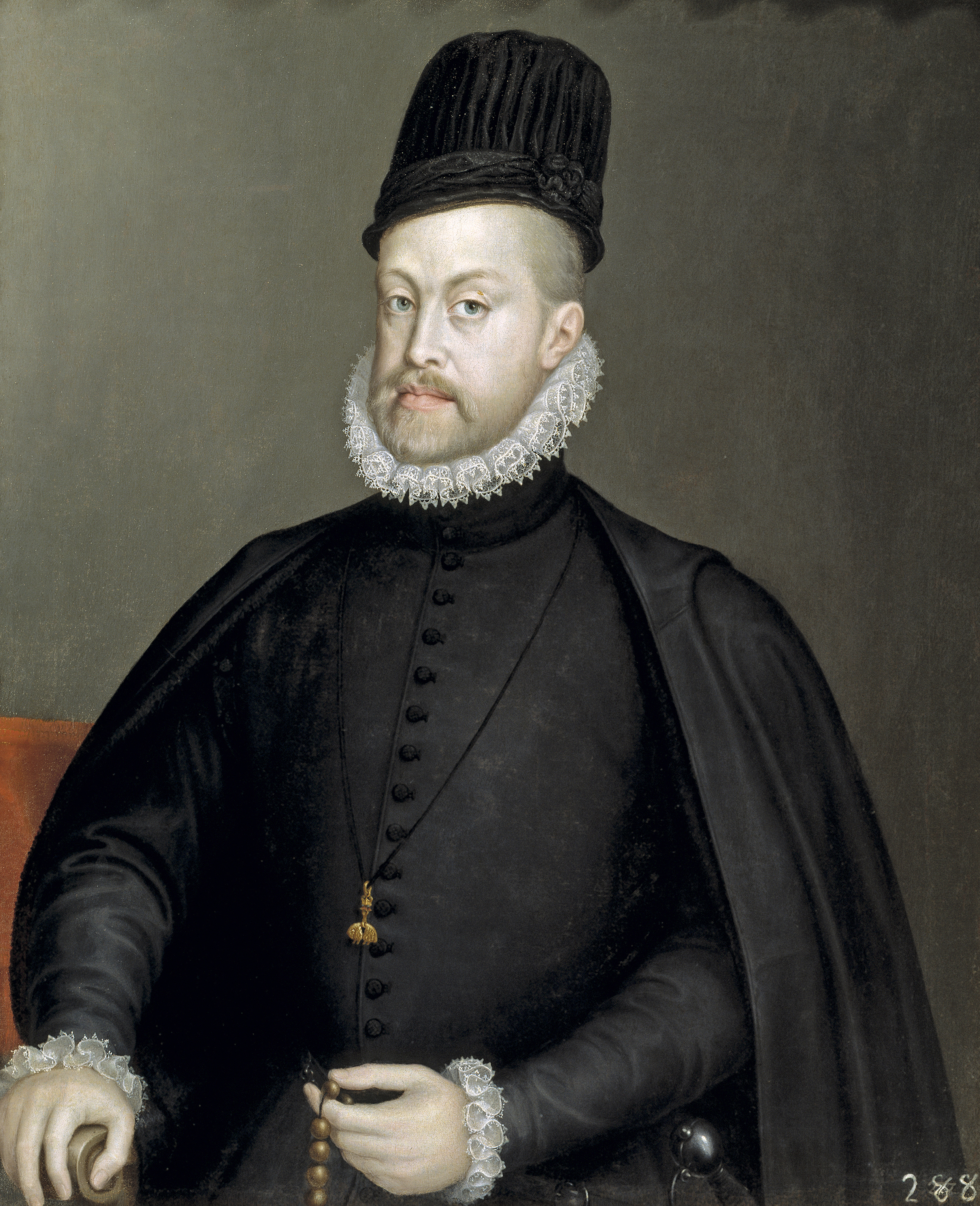
Филипп II Испанский
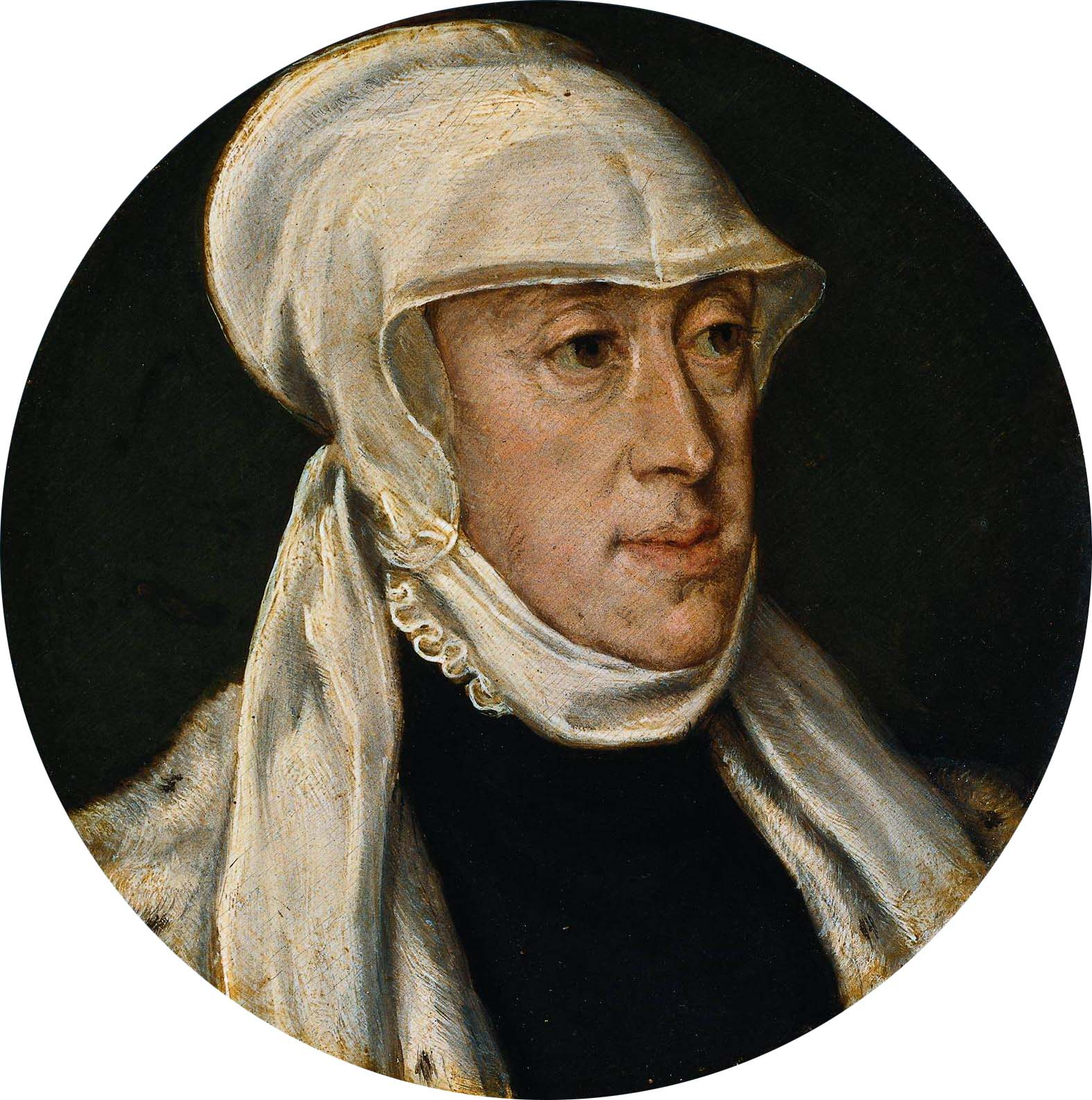
Мария Венгерская
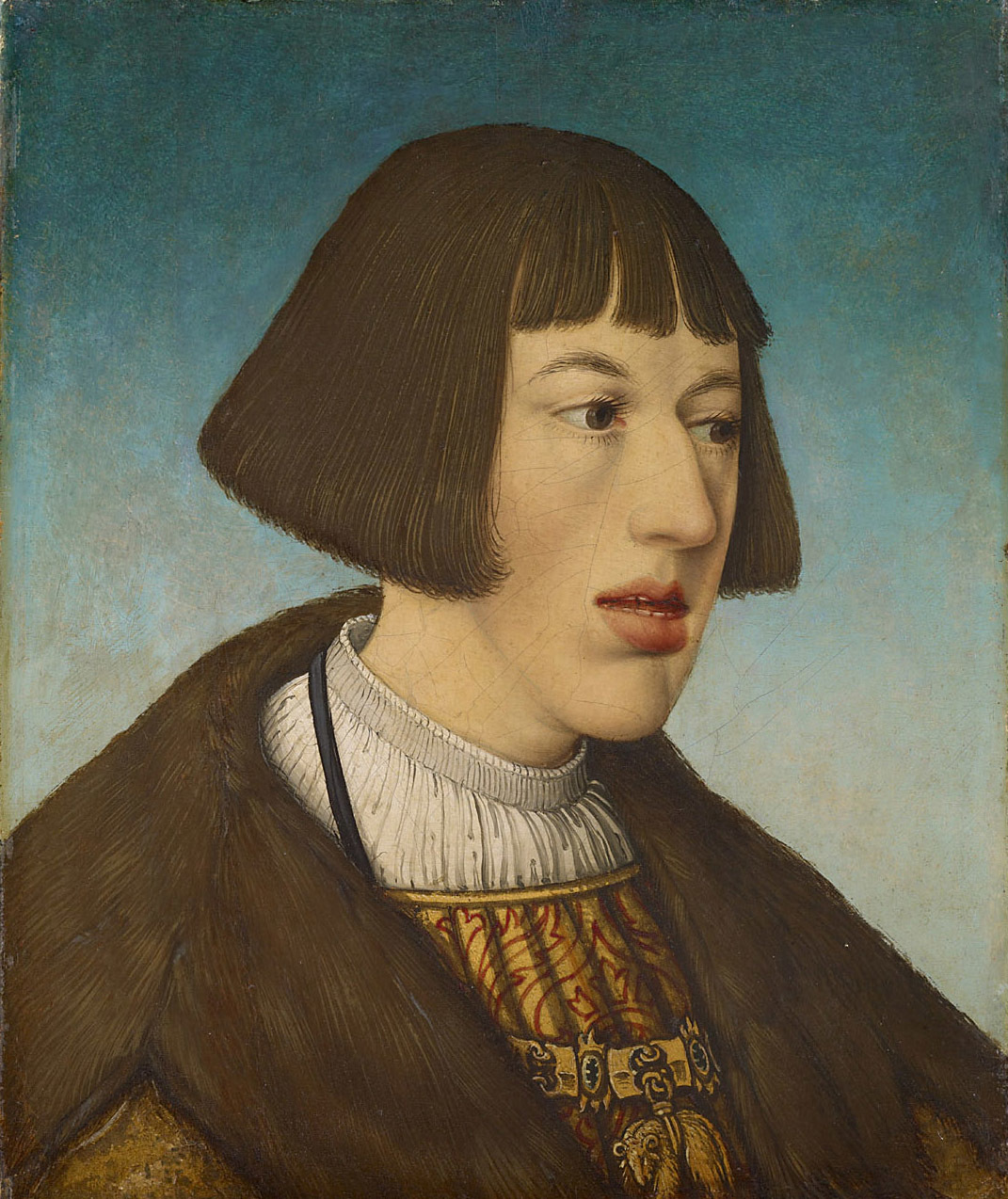
Фердинанд I
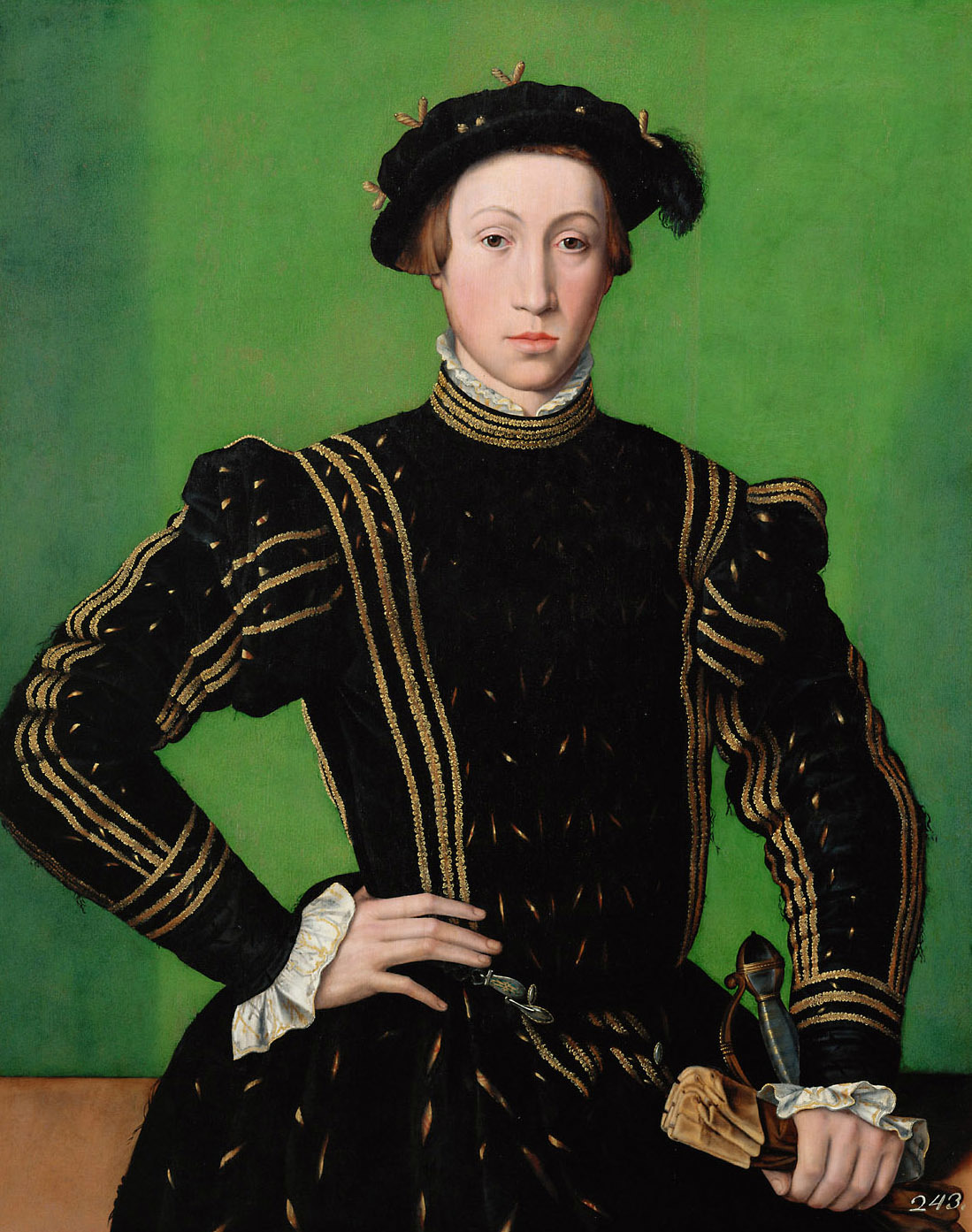
Максимилиан II
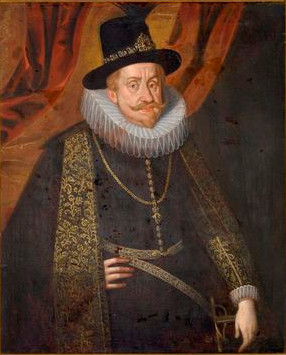
Матвей
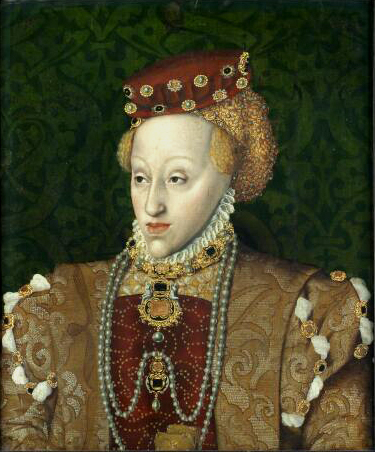
Мария Австрийская
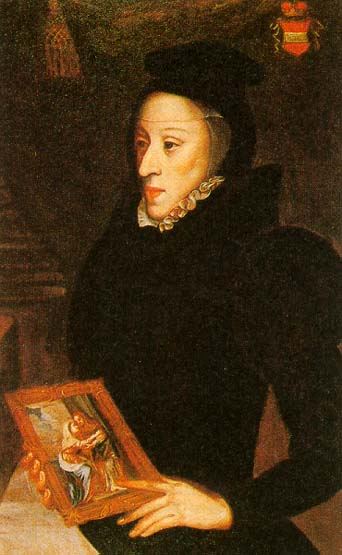
Магдалина Австрийская
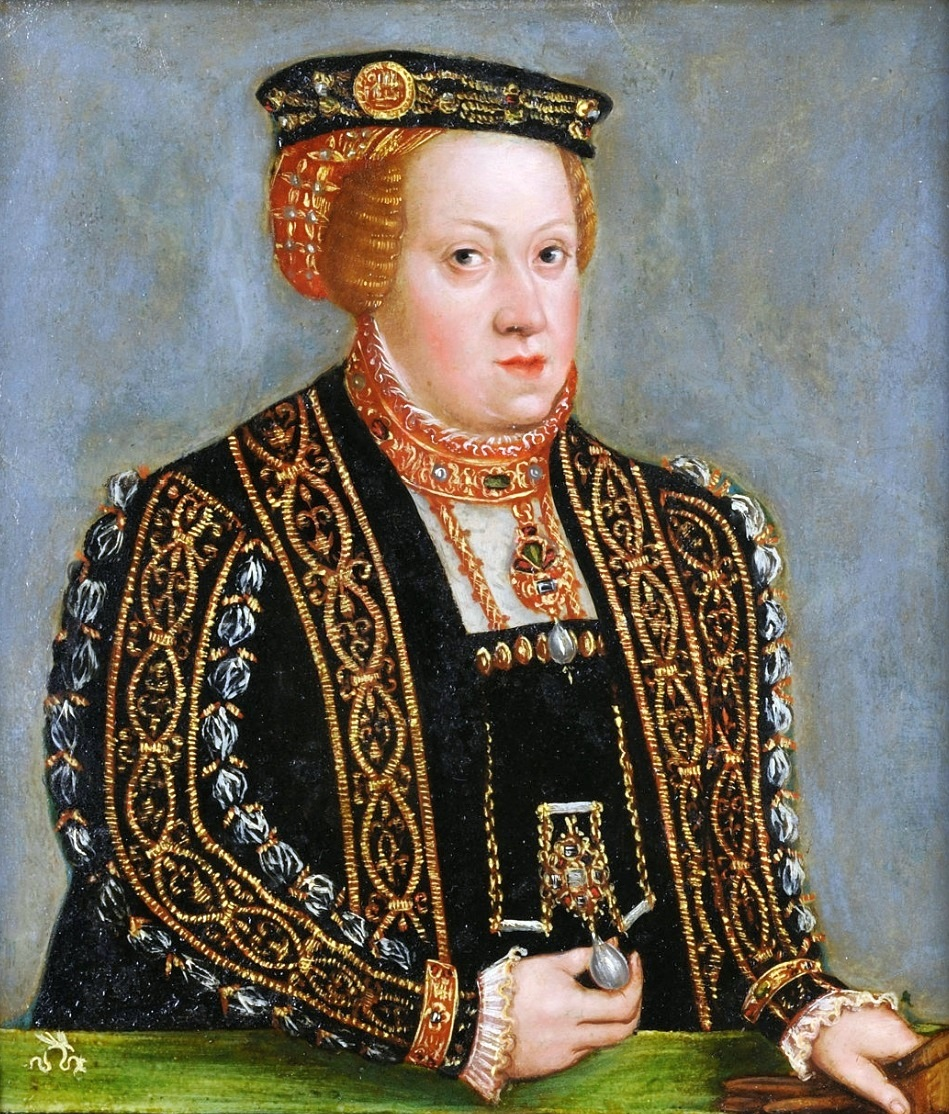
Екатерина Австрийская
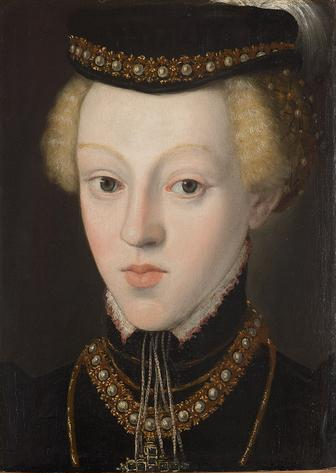
Иоанна Австрийская
Альбрехт Австрийский
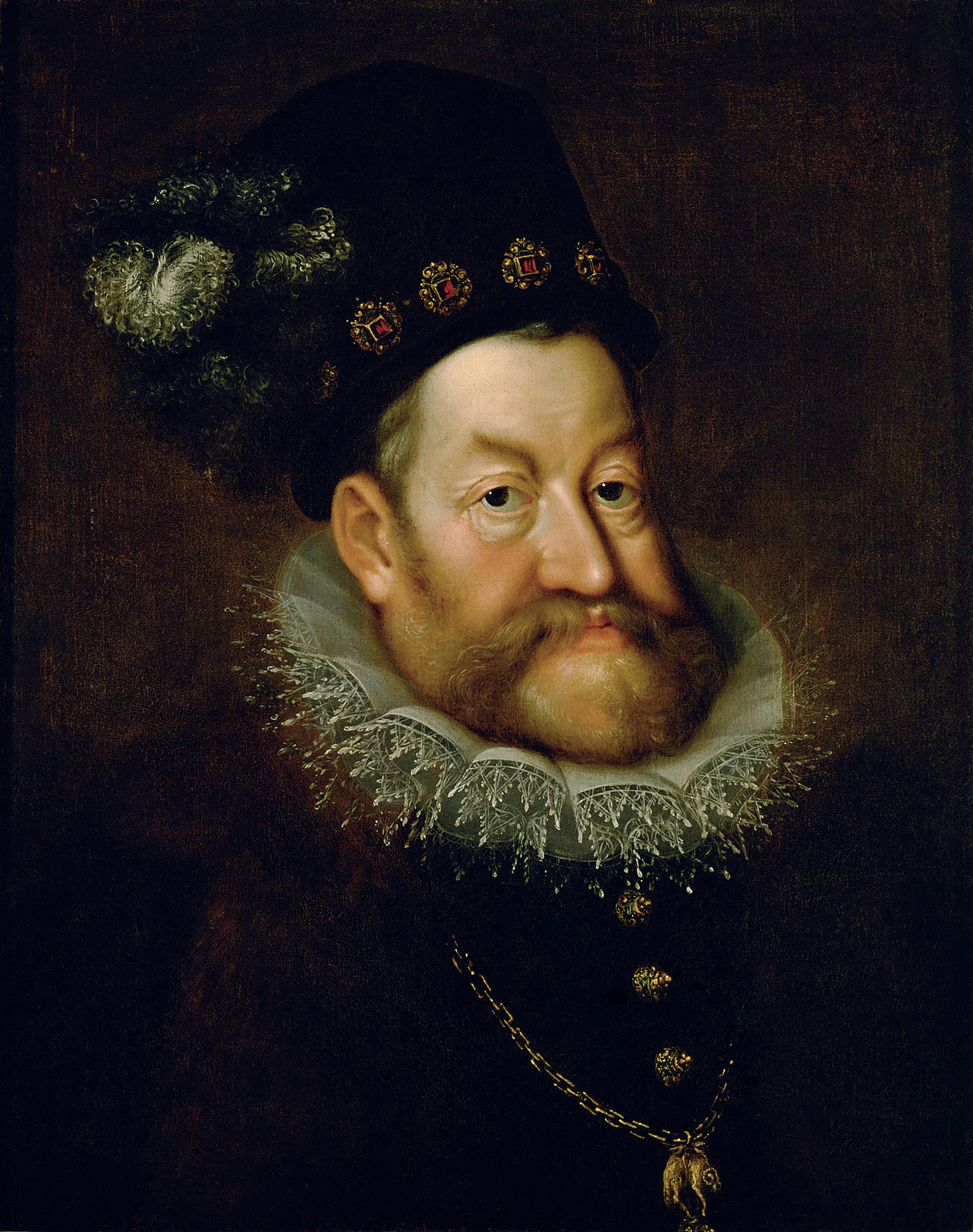
Рудольф II
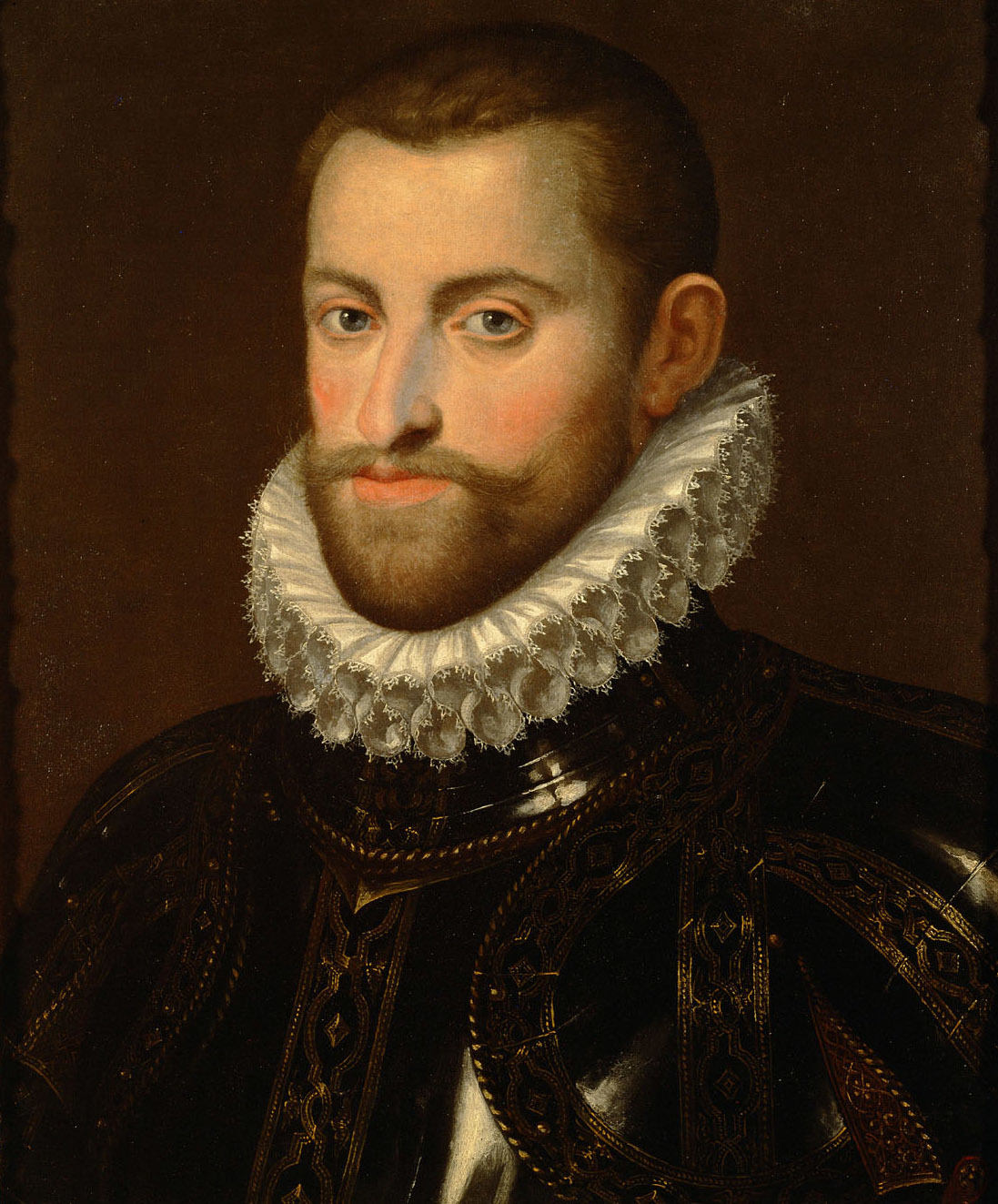
Эрнст Австрийский
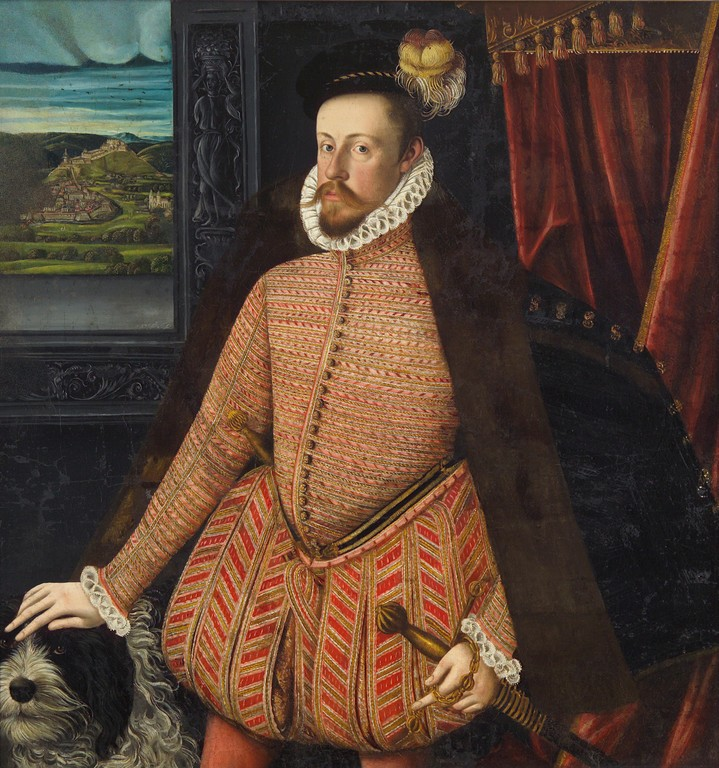
Карл II Австрийский
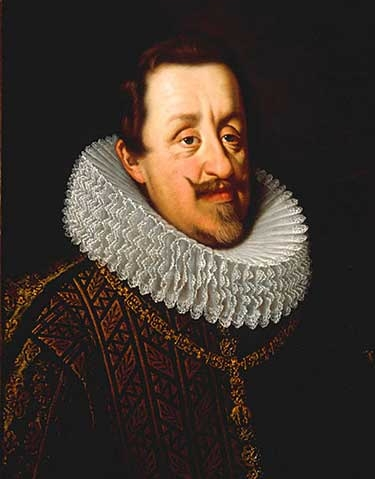
Фердинанд II
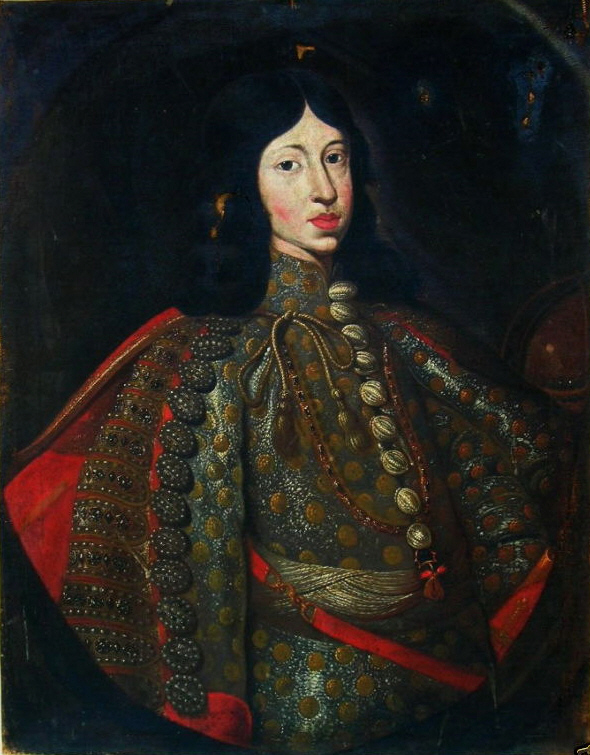
Фердинанд III
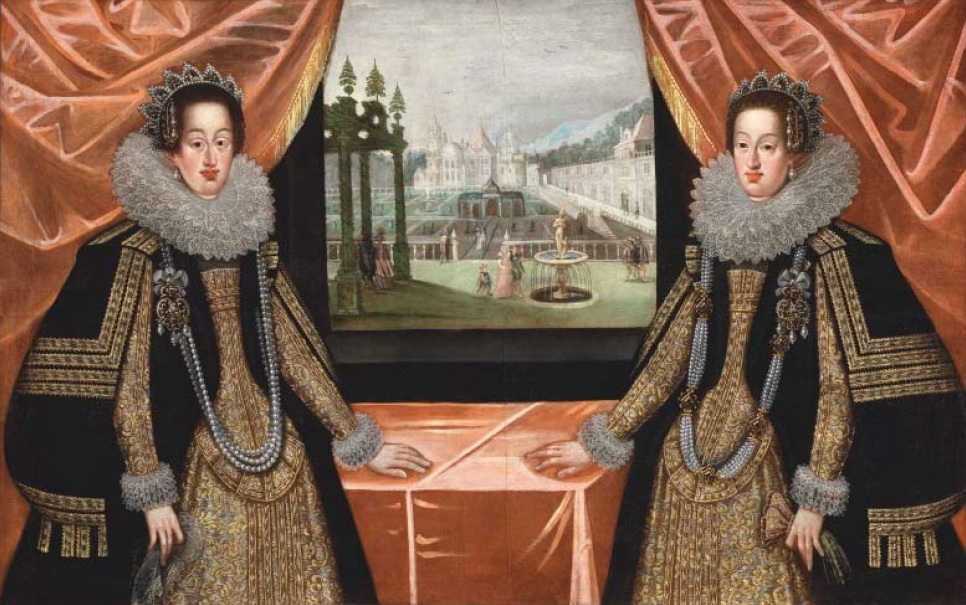
Мария Анна и Цецилия Рената Австрийские
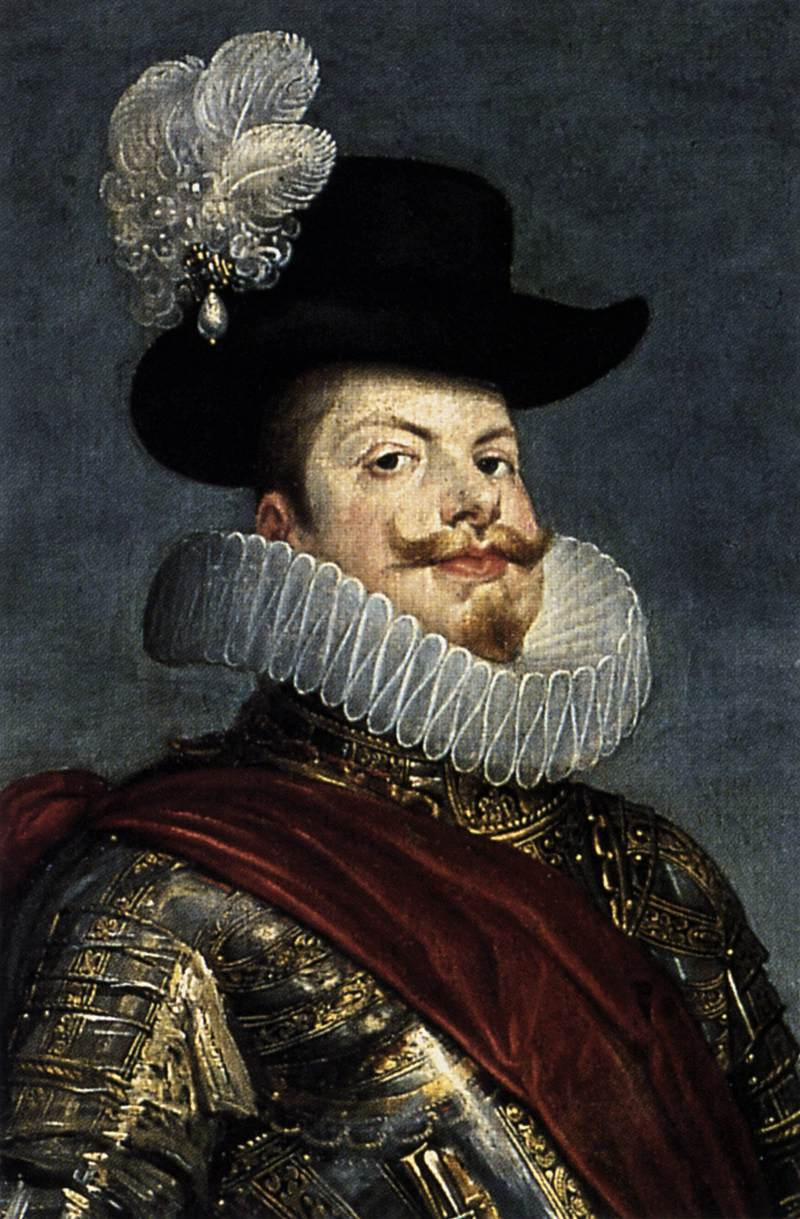
Филипп III Испанский
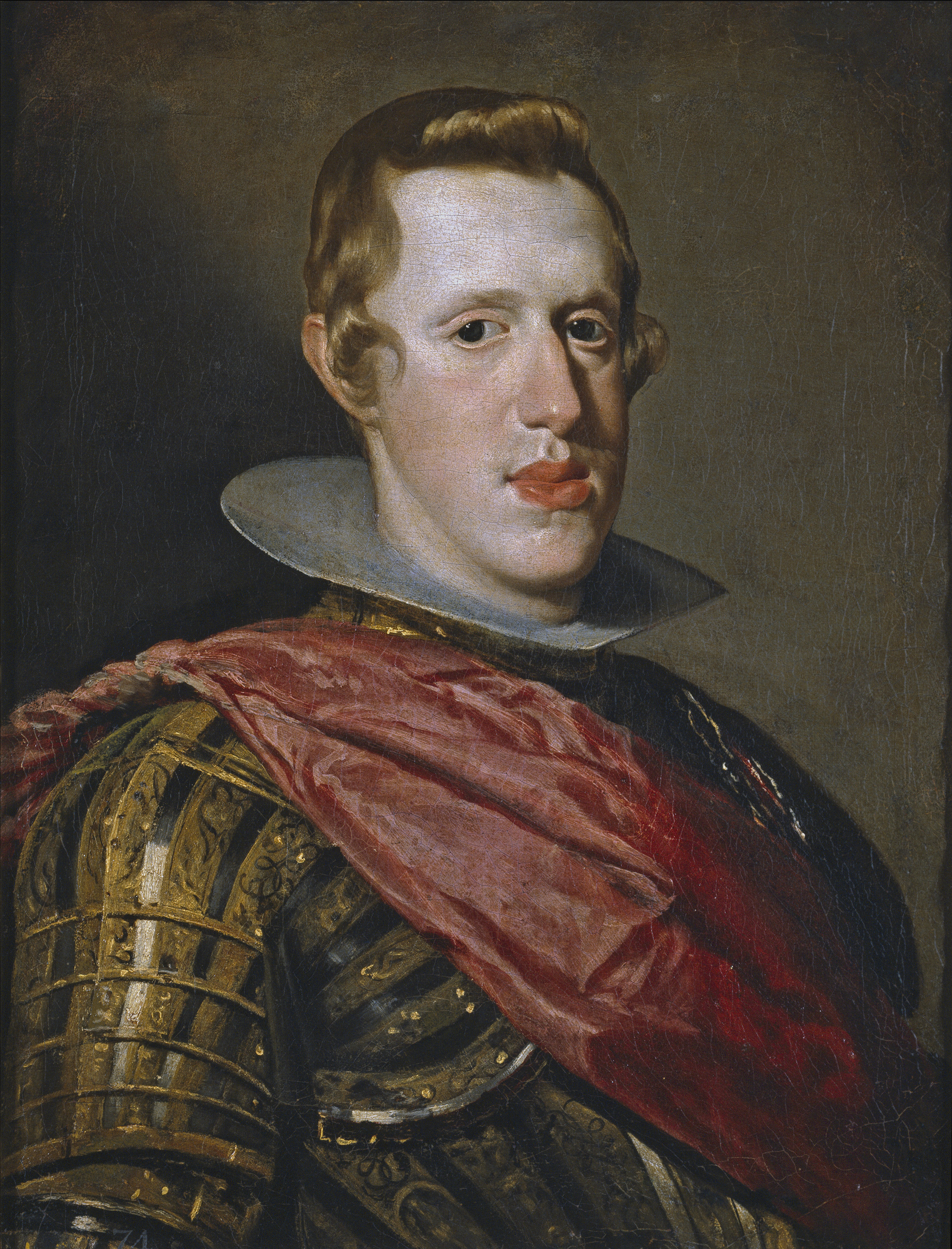
Филипп IV Испанский
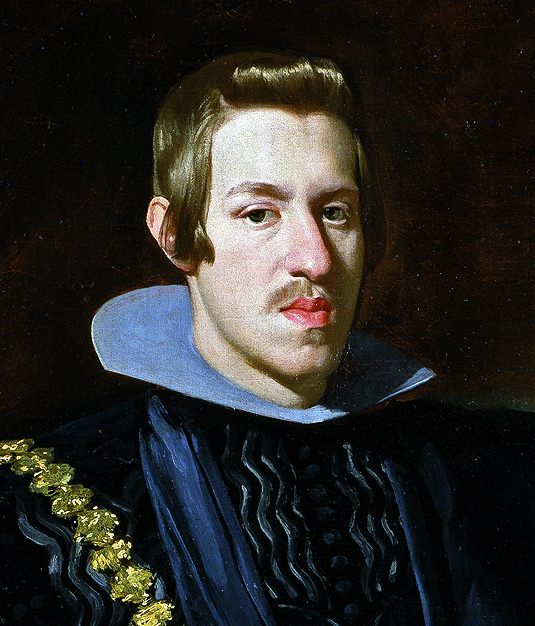
Карлос Австрийский
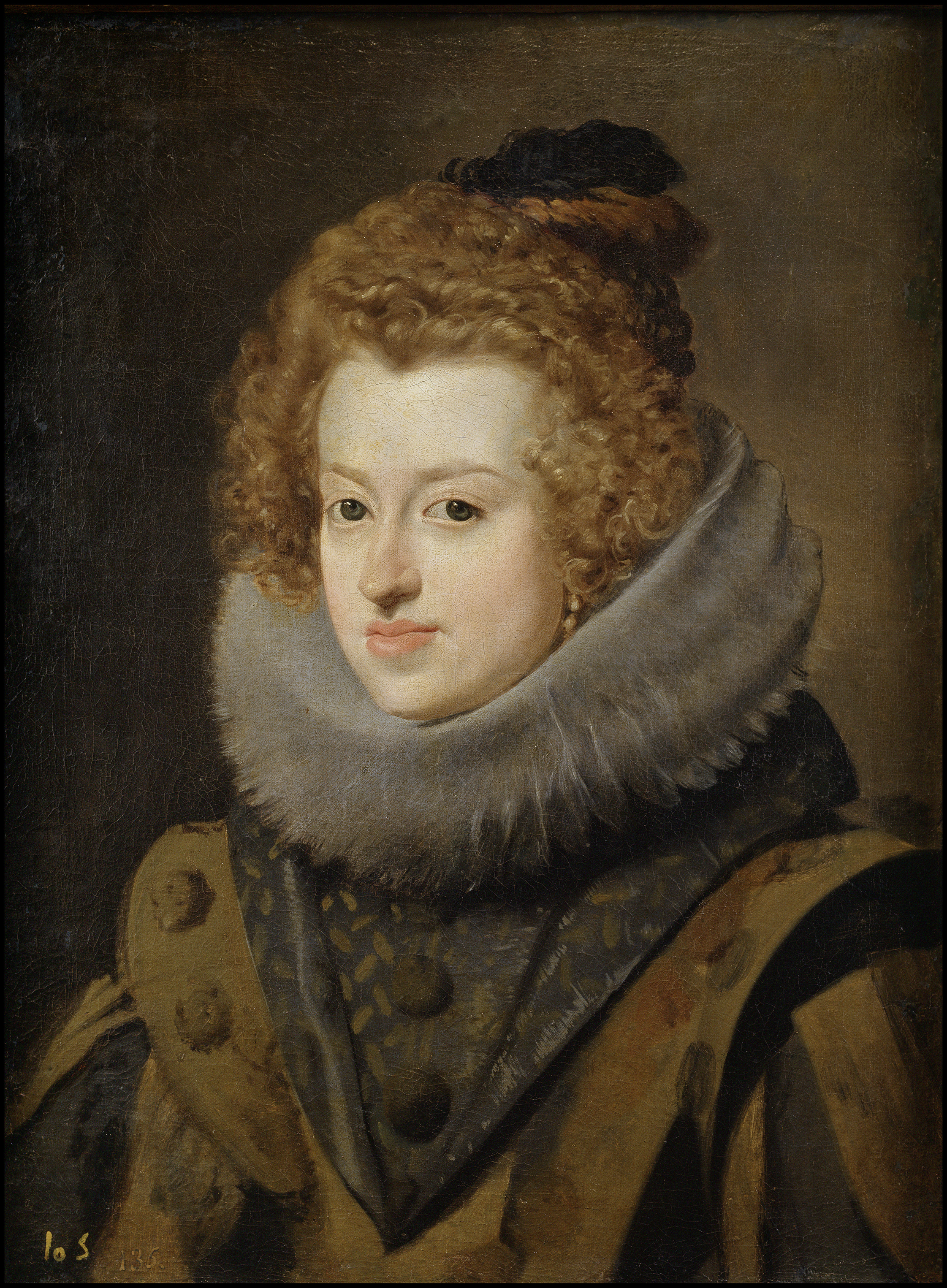
Мария Анна Испанская
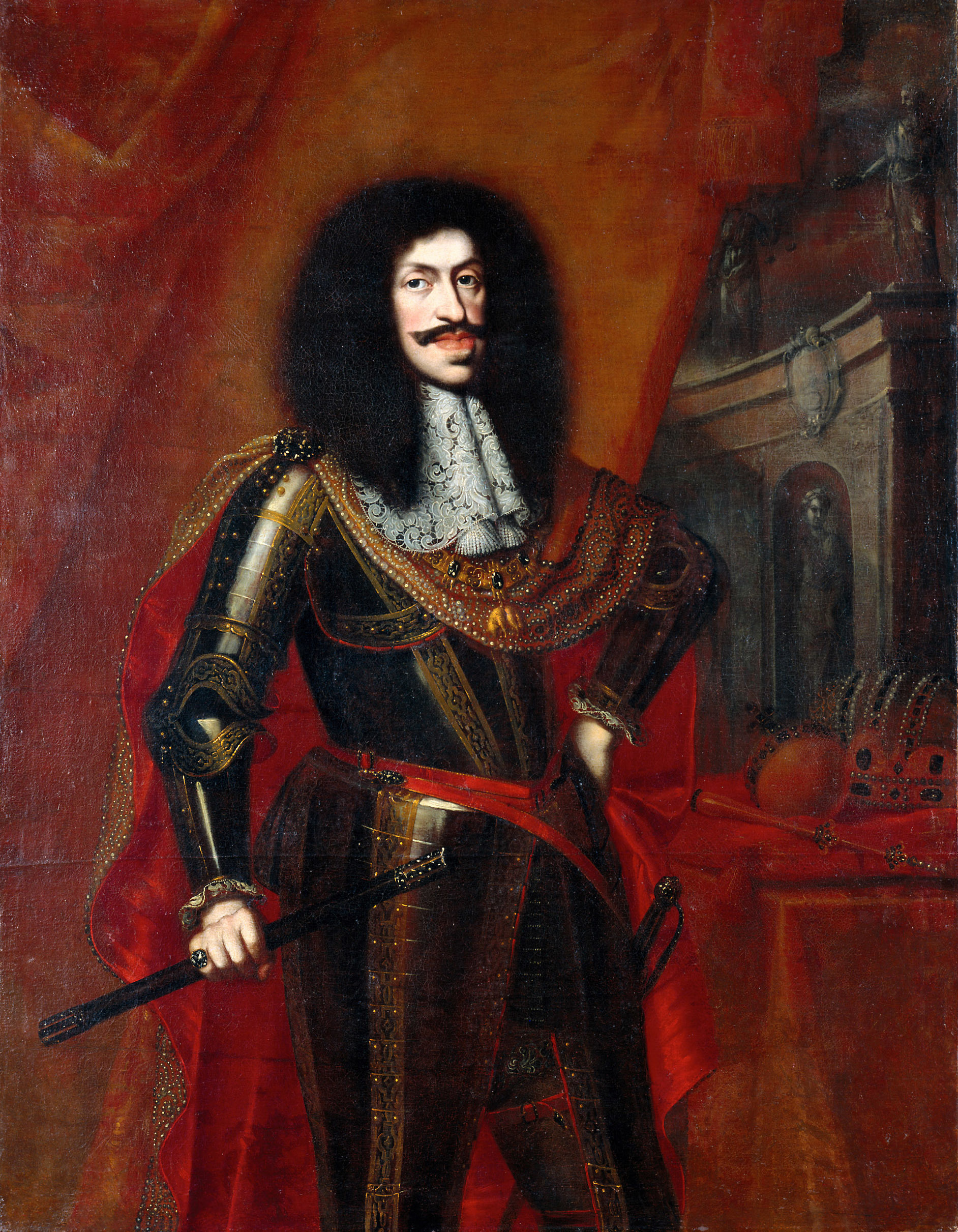
Леопольд I
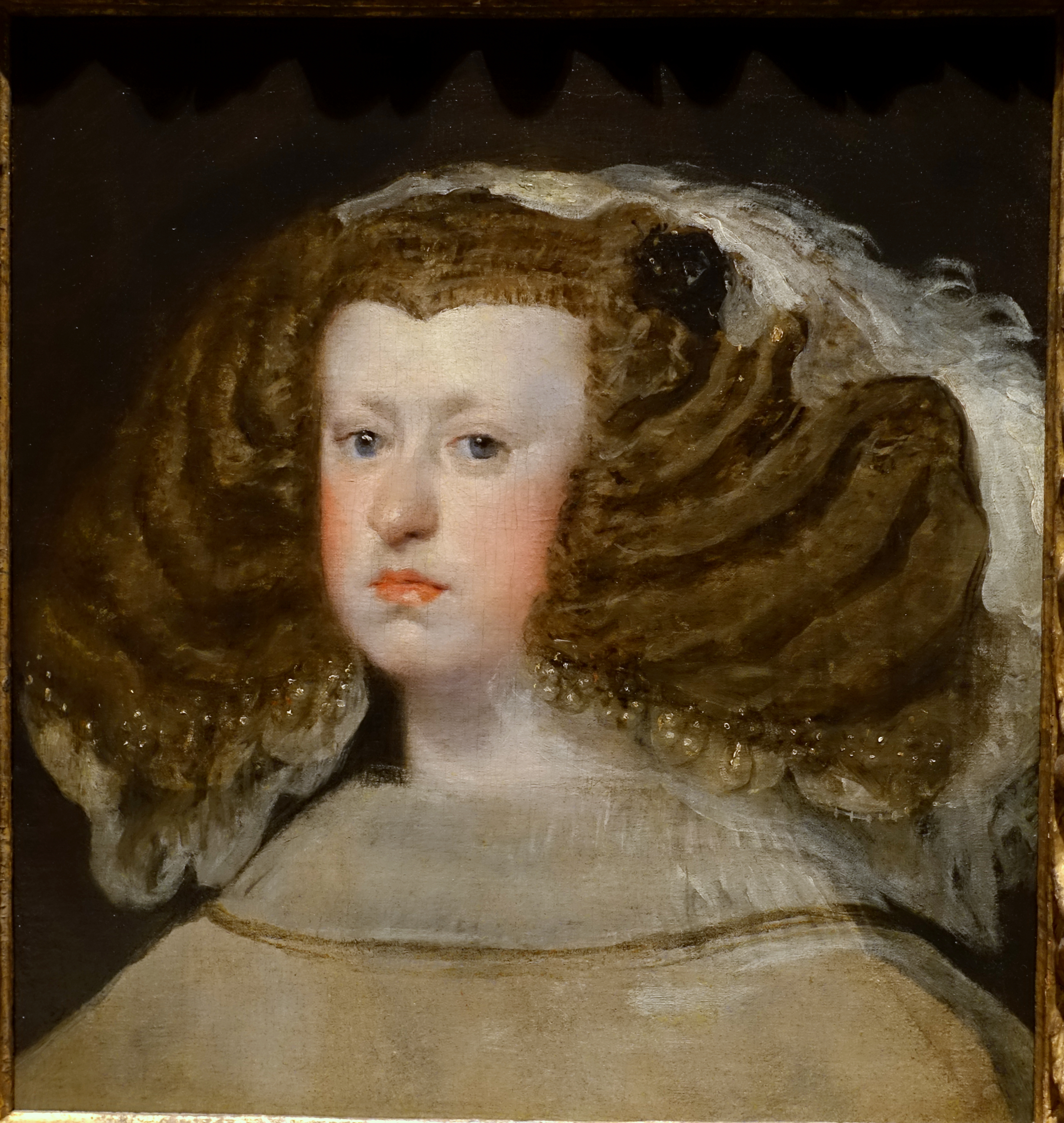
Марианна Австрийская
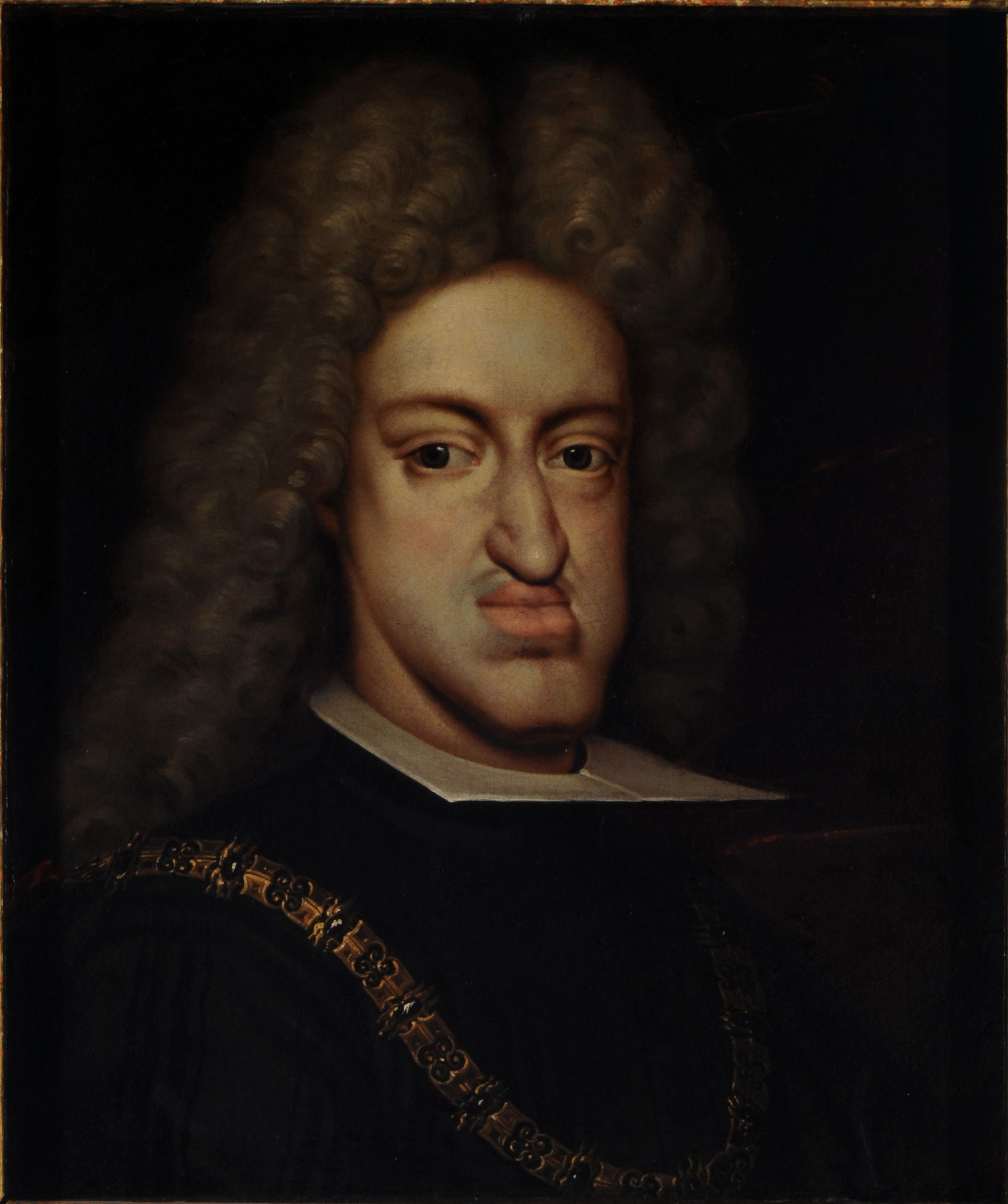
Карл II Испанский
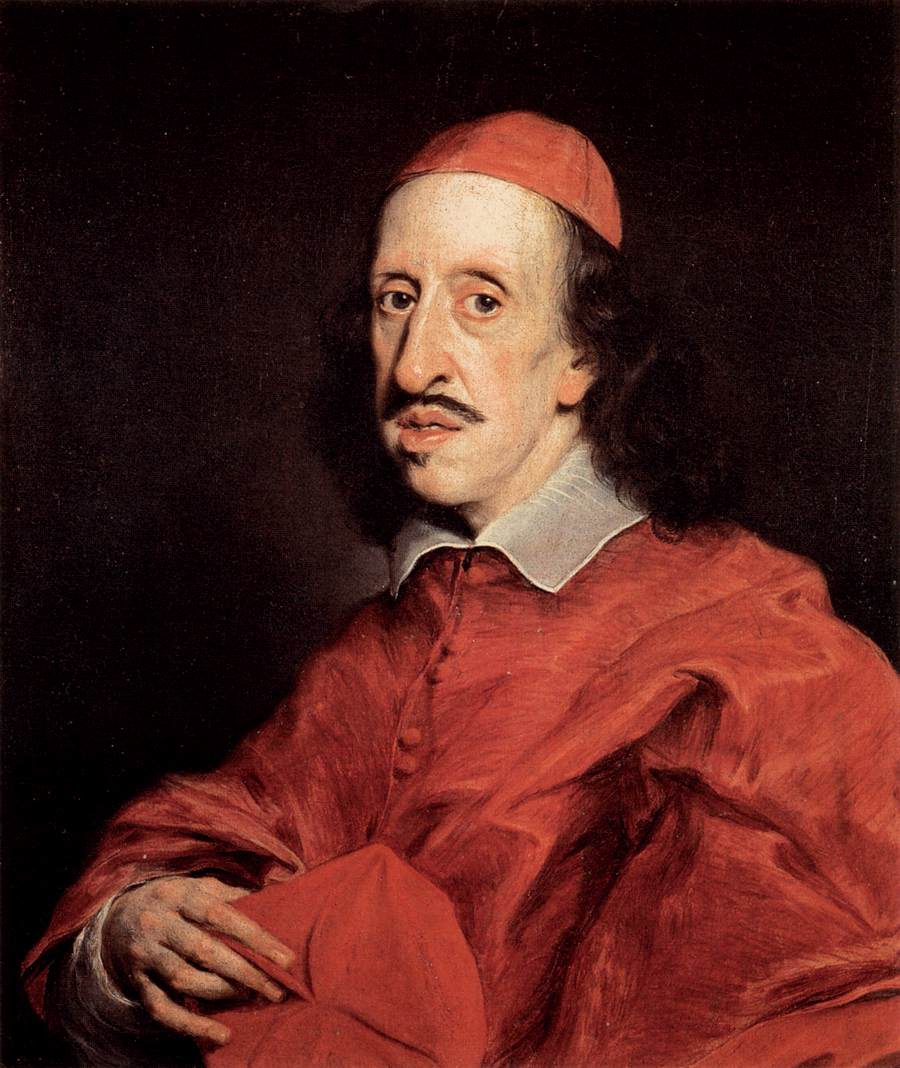
Кардинал Леопольдо Медичи
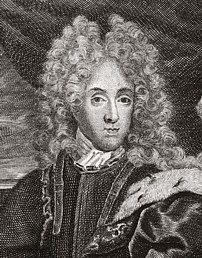
Леопольд I Лотарингский
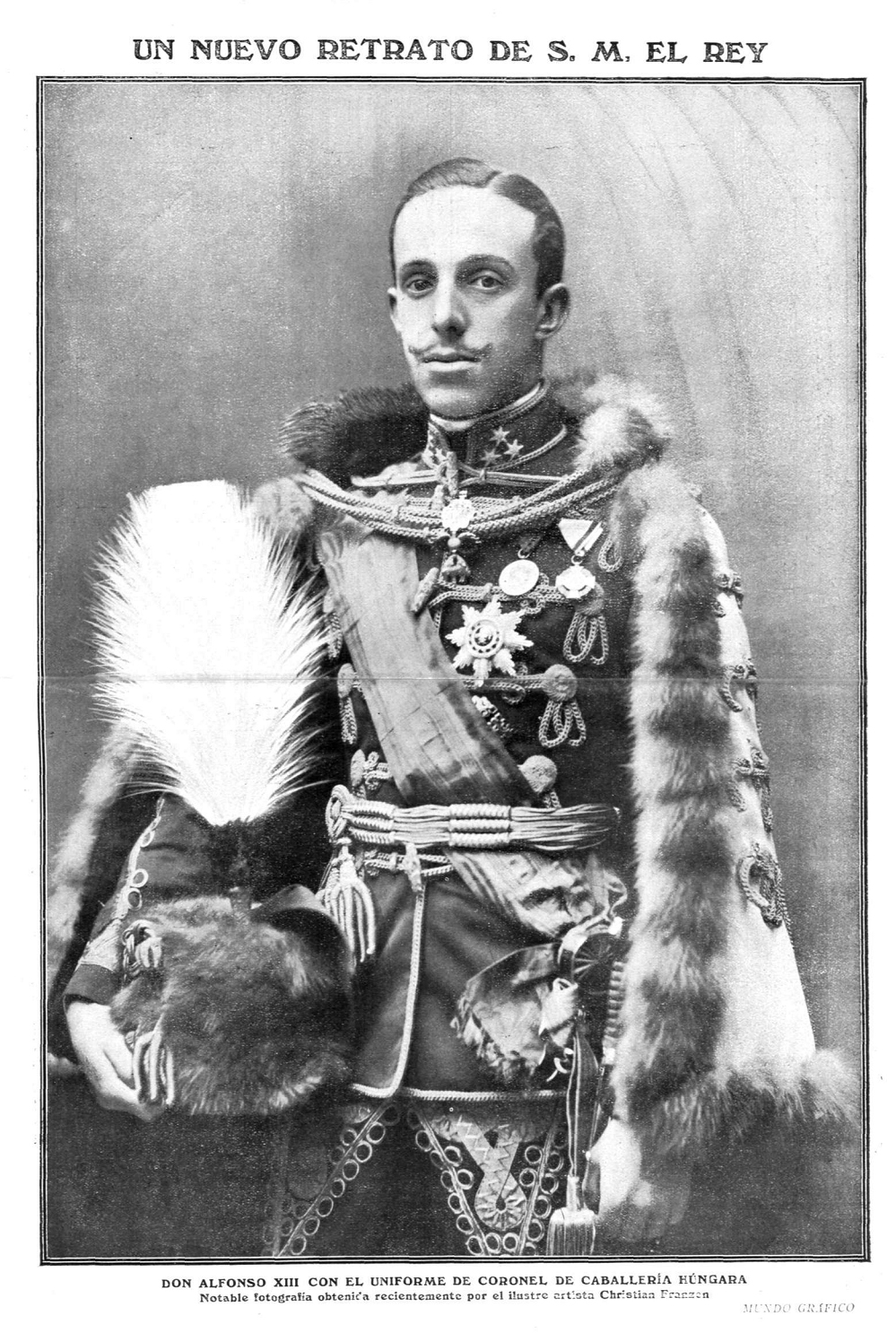
Альфонсо XIII Испанский